# Eupólide
Eupólide (em grego: Εὔπολις, Eupolis), poeta cômico grego, que viveu no Século V a.C.

## Biografia
Eupólide, que era ateniense, foi um dos mais eminentes poetas da Comédia Antiga e seu nome aparece sempre ligado aos de Aristófanes e Cratino. Entre os alvos de suas zombarias, os preferidos eram Cléon, Hipérbolo e Alcibíades.
Vários fragmentos de suas obras foram preservados, sobretudo do poema "Demes", onde ele narra o retorno de grandes atenienses do passado para ajudar a cidade.
Embora as datas de seus nascimento e morte sejam desconhecidas, sabe-se que ele estava ativo entre os anos de 429 a.C. e 412 a.C.